# Alagüilac
Alagüilac (Tlacacebatleca) war eine indigene Sprache in Mittelamerika.
Es wurde in San Cristobal Acasaguastlan im heutigen Guatemala gesprochen, ist jedoch seit langem ausgestorben und nur durch Erwähnungen aus der Kolonialzeit und dem 19. Jahrhundert bekannt. Bereits Otto Stoll fand bei seiner Reise durch Guatemala zwischen 1878 und 1883 keine Sprecher des Alagüilac mehr vor. Es liegen keine sicher dem Alagüilac zuordbaren Sprachzeugnisse vor.
Angesichts mangelnder Sprachzeugnisse ist die genetische Affiliation von Alagüilac unklar. Daniel Garrison Brinton hielt Alagüilac für eine Varietät des Nahuatl, Lyle Campbell dagegen für eine Xinka-Sprache.